# Grupo kleiniano
En matemáticas, un grupo kleiniano es un subgrupo discreto de PSL(2, C). El centro del grupo PSL(2, C) de matrices complejas 2 por 2 de determinante módulo 1 tiene varias representaciones naturales: como transformaciones conformes de la esfera de Riemann, y como isometrías que preservan la orientación en el espacio hiperbólico tridimensional H3, y como aplicaciones conformes que conservan la orientación y que llevan la bola unidad abierta B3 de R3 en sí misma. Además un grupo kleiniano se puede ver como un subgrupo discreto actuando sobre uno de estos espacios.
Hay algunas variaciones en la definición de un grupo kleiniano: a veces se permite que los grupos kleinianos sean subgrupos de PSL(2, C).2 (PSL(2, C) extendido por conjugaciones complejas), en otras palabras, que tengan elementos de reversión de la orientación; y a veces se asume que sean finitamente generados, mientras que otras se requiere que actúen adecuadamente discontinuamente sobre un subconjunto abierto no vacío de la esfera de Riemann. Se dice que un grupo kleiniano es de tipo 1 si el conjunto límite es la esfera de Riemann completa, y en otro caso se dice que es de tipo 2.
La teoría de grupos kleinianos generales fue iniciada por Felix Klein, y  Henri Poincaré, quien le puso el nombre de Klein. El caso especial de los grupos de Schottky había sido estudiado unos pocos años antes, en 1877, por Schottky.

## Definiciones
Considerando la frontera de la bola, un grupo kleiniano se puede definir también como un subgrupo Γ de PGL(2,C), el grupo lineal proyectivo, que actúa por transformaciones de Möbius sobre la esfera de Riemann. Clásicamente, se requiere que un grupo kleiniano actúe propiamente y discontinuamente sobre un subconjunto abierto no vacío de la esfera de Riemann, pero los usos modernos permiten cualquier subgrupo discreto.
Cuando Γ es isomorfo al grupo fundamental {\displaystyle \pi _{1}} de una 3-variedad hiperbólica, entonces el espacio cociente H3/Γ es un modelo kleiniano de la variedad. Muchos autores usan los términos modelo kleiniano y grupo kleiniano indistintamente, intercambiándolos.
La discretitud implica que los puntos de B3 tienen estabilizadores finitos, y órbitas discretas bajo el grupo Γ. Pero la órbita Γp de un punto p típicamente se acumula en la frontera de la bola cerrada {\displaystyle {\bar {B}}^{3}}.

Un tamiz de Apolonio es un ejemplo de un conjunto límite de un grupo kleiniano.

La frontera de la bola cerrada se llama esfera en el infinito, y se denota {\displaystyle S_{\infty }^{2}}. El conjunto de puntos de acumulación de Γp en {\displaystyle S_{\infty }^{2}} se llama conjunto límite de Γ, y se suele denotar {\displaystyle \Lambda (\Gamma )}. El complementario {\displaystyle \Omega (\Gamma )=S_{\infty }^{2}-\Lambda (\Gamma )} se llama dominio de discontinuidad, conjunto ordinario o conjunto regular. El teorema de finitud de Ahlfors implica que si el grupo es finitamente generado entonces {\displaystyle \Omega (\Gamma )/\Gamma } es un orbifold de la superficie de Riemann de tipo finito.
La bola unidad B3 con su estructura conforme es el modelo de Poincaré del 3-espacio hiperbólico. Usando la métrica
{\displaystyle ds^{2}={\frac {4\left|dx\right|^{2}}{\left(1-|x|^{2}\right)^{2}}}}
es un modelo del espacio hiperbólico tridimensional H3. El conjunto de endomorfismos conformes de B3 se vuelve el conjunto de isometrías (esto es, aplicaciones que preservan distancias) de H3 bajo esta identificación. Estas aplicaciones se restringen a endomorfismos conformes de {\displaystyle S_{\infty }^{2}}, que son transformaciones de Möbius. Existen isomorfismos
{\displaystyle \operatorname {Mob} (S_{\infty }^{2})\cong \operatorname {Conf} (B^{3})\cong \operatorname {Isom} (\mathbf {H} ^{3}).}
Los subgrupos de estos grupos consistentes en transformaciones que preservan la orientación son todos isomorfos al grupo proyectivo matricial: PSL(2,C) vía la identificación usual de la esfera unidad con la línea compleja proyectiva P1(C).

## Condiciones de finitud
- Se dice que un grupo kleiniano es de tipo finito si su región de discontinuidad tiene un número finito de órbitas de componentes bajo la acción del grupo, y el cociente de cada componente por su estabilizador es una superficie de Riemann compacta con un número finito de puntos eliminados, y el recubrimiento se ramifica en un número finito de puntos.
- Se dice que un grupo kleiniano es finitamente generado si tiene un número finito de generadores. El teorema de finitud de Ahlfors dice que un grupo de este tipo es finito.
- Un grupo kleiniano Γ tiene covolumen finito si H3/Γ tiene volumen finito. Un grupo kleiniano de covolumen finito está finitamente generado.
- Se dice que un grupo kleiniano es geométricamente finito si tiene un poliedro fundamental (en el 3-espacio hiperbólico) con un número finito de caras. Ahlfors mostró que si el conjunto límite no es la esfera de Riemann completa entonces tiene medida cero.
- Se dice que un grupo kleiniano Γ es aritmético si es conmensurable con los elementos de norma 1 de un orden de álgebra de cuaternios A ramificada en todos los puntos reales sobre un cuerpo numérico k con exactamente un punto complejo. Los grupos kleinianos aritméticos tienen covolumen finito.
- Se dice que un grupo kleiniano Γ es cocompacto si H3/Γ es compacto, o, equivalentemente, si SL(2, C)/Γ es compacto. Los grupos kleinianos cocompactos tienen covolumen finito.
- Se dice que un grupo kleiniano es topológicamente monótono si es finitamente generado y su variedad hiperbólica es homeomorfa al interior de una variedad compacta con frontera.
- Se dice que un grupo kleiniano es geométricamente monótono si sus límites son o bien geométricamente finitos o bien simplemente degenerados (Thurston, 1980).

## Ejemplos

### Grupos de Bianchi
Un grupo de Bianchi es un grupo kleiniano de la forma PSL(2, Od), donde {\displaystyle {\mathcal {O}}_{d}} es el anillo de enteros del cuerpo cuadrático imaginario {\displaystyle \mathbb {Q} ({\sqrt {-d}})} con d un entero libre de cuadrados positivo.

### Grupos kleinianos elementales y reducibles
Se dice que un grupo kleiniano es elemental si su conjunto límite es finito, en cuyo caso el conjunto límite tiene 0, 1 o 2 puntos. Ejemplos de grupos kleinianos elementales incluyen los grupos kleinianos finitos (con conjunto límite vacío) y los grupos kleinianos cíclicos infinitos.
Se dice que un grupo kleiniano es reducible si todos sus elementos tienen un punto fijo común en la esfera de Riemann. Los grupos kleinianos reducibles son elementales, pero algunos grupos kleinianos elementales finitos no son reducibles.

### Grupos fuchsianos
Los grupos fuchsianos (un subgrupo discreto de SL(2, R)) son grupos kleinianos, y equivalentemente cualquier grupo kleiniano que preserve el eje real (en su acción sobre la esfera de Riemann) es un grupo fuchsiano. De forma más general, todo grupo kleiniano que preserva una circunferencia o línea recta en la esfera de Riemann es conjugado de un grupo fuchsiano.

### Grupos de Koebe
- Un factor de un grupo kleiniano G es un subgrupo H maximal sujeto a las siguientes propiedades:
  - H tiene una componente invariante simplemente conexa D.
  - Un conjugado de un elemento h de H por una biyección conforme es parabólico o elíptico si y solo si h lo es.
  - Cualquier elemento parabólico de G que fije un punto frontera de D está en H.
- Un grupo kleiniano se llama grupo de Koebe si todos sus factores son elementales o fuchsianos.

### Grupos cuasifuchsianos

Conjunto límite de un grupo cuasifuchsiano.

Un grupo kleiniano que preserva una curva de Jordan se llama grupo cuasifuchsiano. Cuando la curva de Jordan es una circunferencia o una línea recta estos son conjugados a grupos fuchsianos bajo transformaciones conformes. Los grupos cuasifuchsianos finitamente generados son conjugados a grupos fuchsianos bajo transformaciones cuasiconformes. El conjunto límite está contenido en la curva de Jordan invariante; si es igual a la curva de Jordan se dice que el grupo de tipo 1, y en otro caso se dice que es de tipo 2.

### Grupos de Schottky
Sean Ci las circunferencias frontera de una colección finita de discos cerrados disjuntos. El grupo generado por inversión en cada circunferencia tiene como conjunto límite un conjunto de Cantor, y el cociente H3/G es un orbifold espejo que tiene como espacio subyacente una bola. Está doblemente cubierto por un cubo con asas. El correspondiente subgrupo de índice 2 es un grupo kleiniano llamado grupo de Schottky.

### Grupos cristalográficos
Sea T un teselado periódico de un 3-espacio hiperbólico. El grupo de simetrías del teselado es un grupo kleiniano.

### Grupos fundamentales de 3-variedades hiperbólicas
El grupo fundamental de cualquier 3-variedad hiperbólica orientada es un grupo kleiniano. Hay muchos ejemplos, como el complementario de un nudo de ocho o el espacio de Seifert-Weber. Si un grupo kleiniano no tiene elementos de torsión no triviales entonces es el grupo fundamental de una 3-variedad hiperbólica.

### Grupos kleinianos degenerados
Se dice que un grupo kleiniano es degenerado si no es elemental y su conjunto límite es simplemente conexo. Estos grupos pueden construirse tomando un límite adecuado de grupos cuasifuchsianos tales que una de las dos componentes de los puntos regulares se limite al conjunto vacío; estos grupos se llaman singularmente degenerados. Si ambos componentes del conjunto regular se reducen al conjunto vacío, entonces el conjunto límite es una curva que llena el espacio el grupo se dice doblemente degenerado. Le existencia de grupos kleinianos degenerados fue demostrada de forma indirecta por Bers (1970), y el primer ejemplo lo halló Jørgensen.Cannon y Thurston (2007) dieron ejemplos de grupos doblemente degenerados y curvas que rellenan el espacio asociadas a aplicaciones seudo-Anosov.